# Yang Min
Dans ce nom chinois, le nom de famille, Yang, précède le nom personnel Min.
Pour les articles homonymes, voir Yang.
Yang Min (杨敏) est un pongiste chinois ayant parcouru de nombreux clubs européens. Lors de la saison 2004/2005 il signe au club d'Angers Vaillante Tennis de Table qu'il quittera quelques années plus tard à la suite du titre européen des vaillantais (juin 2008). 
L'ancien capitaine des angevins, surnommé "Yango", est désormais entraineur en Italie, son pays de naturalisation. Il remporte avec l'équipe d'Italie une médaille de bronze aux championnats du monde de 2000 à Kuala Lampur.